# 해병대 제9여단 (대한민국)
해병대 제9여단(海兵隊 第九旅團, 영어: Republic of Korea 9th Marine Brigade, 백룡부대)은 2015년 12월 1일 제주특별자치도에서 창설되어 주둔하고 있는 대한민국 해병대의 여단이다.

## 개요
제주특별자치도에 위치하고 있으며, 제주도와 부속도서를 방어하고 국지도발 대비작전과 통합방위작전, 제주군항 방어, 예비군 동원 및 관리 등 제주도 안보의 핵심 역할을 맡게 된다.
예하에 옛 제주방어사령부 소속이었던 해병 91, 92, 93대대가 배속되며 포병대대와 남해안 신속대응부대가 신규 배속되었다. 기존 대대들도 인원이 보강되었다.
제주방어사령부 시절에는 해군부대에 딸린 작은 해병부대라 예비군위주로 작전을 짰으나 이제는 정식 해병부대로 승격되었기 때문에 인원과 화력이 대폭 보강되었다. 제주 해군기지 군항 경비도 이 부대가 맡으며, 제주도 자체의 방어에서 육군이 끼어들 틈이 없어졌다. 기존에는 허약한 지상 전력 때문에 유사 시 육군이 증원을 와야 했으나 이제는 정식 해병대 전투부대가 배치되었기 때문이다. 제주도 전투경찰대의 해안초소도 곧 인계받고 제주 해안을 100% 해병대와 해군이 방어할 가능성이 높다.
1982년, 육군에서 해군으로 도서 방어임무가 넘어가면서 제주도를 포함한 섬에는 육군부대가 없다. 공군 또한 레이다와 방공포대만 두고 있고 비행단은 없어서 제1전투비행단이나 제11전투비행단에서 전투기가 출격한다. 해군이 제주방어사령부를 두었으나 지상전력이 대개 예비군 위주라 미약했고, 따라서 대한민국 경찰청 및 대한민국 해양경찰청에 상당히 의존해야 했으나 제주도내 해병부대 창설로 지상전력이 강화되면서 이제는 경찰이나 해경 내지는 본토 증원 육군 없이 제주도 독자방어가 가능해졌다. 더군다나 3함대 구역인 남해안을 커버하는 신속대응부대도 창설되어 해안선 침투 등에 대비하게 된다. 제31보병사단의 부담도 이 부대의 창설로 절반 이상 줄어들었다. 해안은 해병 신속대응대에 맡기고 육군은 내륙경계 및 향토방위만 신경쓰면 되기 때문이다. 굳이 부족한 인원으로 해안경계까지 신경쓰지 않아도 된다.

## 역사
해병대 제9연대는 1984년 5월에 창설된 3개 예비군 대대를 지휘하기 위해 편제된 연대이다.제주방어사령부에 배속된 독립부대로서 연대는 군사 교육 및 훈련 부대로 지정되어 제주도에 거주하고 있는 예비군들을 정기적으로 훈련시키고 교육하면서, 제주도의 지상 방위 및 경비 임무를 맡고 있다.
대한민국 국방부는 2008년에 보완된 국방개혁 2020 계획에 따라 2016년에 해체될 예정인 제주방어사령부의 지상 방위 임무를 이을 제주부대로 임시 명명된 해병 독립부대를 창설하기 위한 계획을 수립하였다. 이후, 계획은 별다른 전진이 없었으나, 2014년도 국방백서를 출간하면서 제주도 통합방위작전을 위해 "9해병여단"을 창설하고 해병대 사령부를 개편하면서 항공단도 창설할 것이라고 언급함으로써 새로운 해병대의 부대의 존재가 확인되었다. 그리고 국방개혁 기본계획 2014~2030에 의거하여 2015년에 연대를 중심을 증편하여 독립 여단으로 만드는 방향으로 계획이 구체화하였다. 해병대 사령부는 제9여단의 여단장을 제주도 지역의 통합 계엄군 사령관이자, 수임군 부대장으로서의 역할을 위해 최소한 준장이 맡아야 한다고 국방부에 건의하였다.
2015년 7월 20일, 조천읍 신촌리에 여단 포병대대를 창설하여 주둔시킬 계획을 세웠으나, 주민들은 30년전에도 주둔하던 예비군 관리대와의 문제를 언급하고 계획에 반대하며 부지의 반환을 요구하였다.
이로 인하여 12월 1일, 다른 지역에서 여단이 창설되었다.

## 편성
- 여단 본부
- 제91해병대대(제주특별자치도 거주 보충역 기초군사훈련 담당)
- 제92해병대대
- 제93해병대대
- 포병대
- 신속대응대대

## 역대 여단장
| # | 계급 | 성명           | 출신 학교, 기수 | 취임일           | 이임일           | 참고   |
| - | ---- | -------------- | --------------- | ---------------- | ---------------- | ------ |
| 1 | 준장 | 김승호(金勝鎬) | 해사 41기       | 2015년 12월 1일  | 2016년 5월 2일   | [ 7 ]  |
| 2 | 준장 | 이용훈         | 해사 42기       | 2016년 5월 2일   | 2018년 1월 12일  | [ 8 ]  |
| 3 | 준장 | 김계환         | 해사 44기       | 2018년 1월 12일  | 2018년 12월 26일 | [ 9 ]  |
| 4 | 준장 | 조영수         | 해사 45기       | 2018년 12월 26일 | 2019년 12월 26일 | [ 10 ] |
| 5 | 준장 | 진규상         | 해사 44기       | 2019년 12월 26일 | 2021년 6월 7일   | [ 11 ] |
| 6 | 준장 | 박성순         | 해사 48기       | 2021년 6월 7일   | 2023년 1월 5일   | [ 12 ] |
| 7 | 준장 | 엄주형         | 해사 46기       | 2023년 1월 5일   | 2023년 12월 27일 | [ 13 ] |
| 8 | 준장 | 박승일         | 해사 49기       | 2023년 12월 27일 | 2024년 12월 24일 | [ 14 ] |
| 9 | 준장 | 좌태국         | 해사 49기       | 2024년 12월 24일 | 재임중           | [ 15 ] |

## 참고
1. ↑  “해군제주방어사령부, 창설 61주년 기념식”. 제주일보. 2011년 12월 12일. 2012년 4월 28일에 확인함.
2. ↑  김대휘 (2008년 11월 24일). “제주해병부대 창설 … "제주방어사령부 이전?"”. 노컷뉴스. 2012년 4월 28일에 확인함.
3. ↑  “2014 국방백서” (PDF). 대한민국 국방부: 82. 2015년 12월 8일에 원본 문서 (PDF)에서 보존된 문서. 2015년 10월 20일에 확인함.
4. ↑  고재일 (2014년 3월 11일). “해병대 제9여단(제주부대) 어떤부대?”. 헤드라인 제주. 2014년 11월 2일에 확인함.
5. ↑  김정호 (2015년 7월 15일). “해병대 제주부대 포병대 창설에 주민들 “NO!"”. 제주의소리. 2015년 10월 20일에 확인함.
6. ↑  “'귀신잡는 해병' 제주 지역방어 책임진다…9여단 창설”. 연합뉴스. 2015년 12월 1일. 2015년 12월 1일에 확인함.
7. ↑  양낙규 (2015년 12월 1일). “제주도 첫 해병부대 지휘관 김승호 준장 임명”. 아시아경제. 2016년 5월 22일에 확인함.
8. ↑  이동건 (2016년 5월 3일). “제2대 해병대 제9여단장에 이용훈 준장 취임”. 제주의 소리. 2016년 5월 22일에 확인함.
9. ↑  홍창빈 (2018년 1월 12일). “해병대 신임 제9여단장에 김계환 준장 취임”. 헤드라인제주. 2018년 1월 12일에 확인함.
10. ↑  김정호 (2018년 12월 26일). “해병대 제9여단장에 제주 출신 조영수 해병 준장”. 제주의 소리. 2018년 12월 26일에 확인함.
11. ↑  이동건 (2019년 12월 26일). “진규상 해병대 제9여단장 취임 “제주도민과 상생””. 제주의 소리. 2019년 12월 26일에 확인함.
12. ↑  김찬우 (2021년 6월 7일). “박성순 해병대 제9여단장 취임 “도민과 함께하는 부대””. 제주의 소리. 2021년 6월 7일에 확인함.
13. ↑  김찬우 (2023년 1월 5일). “엄주형 해병대 9여단장 취임 “통합방위작전 확립””. 제주의 소리. 2023년 1월 5일에 확인함.
14. ↑  김수진 (2023년 12월 27일). “박승일 해병대 제9여단장 취임 "임무완수를 지휘목표로"”. 뉴스제주. 2023년 12월 27일에 확인함.
15. ↑  김문기 (2024년 12월 24일). “해병대 제9여단장에 제주 출신 좌태국 준장”. 제주일보. 2023년 12월 24일에 확인함.